# K-1 WORLD MAX 2010 -70kg World Championship Tournament FINAL
K-1 WORLD MAX 2010 -70kg World Championship Tournament FINALは、K-1の大会の一つ。
2010年11月8日、日本・東京都墨田区の両国国技館で行われた。

## 大会概要
-70kg World Championship Tournamentの決勝トーナメントが行なわれ、ジョルジオ・ペトロシアンが3試合連続で判定勝ちを収め2009年に続きWORLD MAX初となる2連覇を果たした。佐藤嘉洋は自身初の決勝進出を果たしたものの準優勝となった。
スーパーファイトとしてDREAMルールの試合が1試合行なわれ、石井慧が柴田勝頼にアームロックによる一本勝ちを収めた。当初はアンズ"ノトリアス"ナンセンと対戦予定であったが、ナンセンが大会の前々日である11月6日にドクターストップとなり、柴田の緊急参戦が決定した。

## 試合結果

### オープニングファイト
オープニングファイト第1試合 85kg契約 K-1ルール 3分3R
○  ファビアーノ・ダ・シルバ vs.  ヤン・カシューバ ×
3R終了 判定3-0（29-27、30-26、29-27）
オープニングファイト第2試合 63kg契約 K-1ルール 3分3R
○  西山誠人 vs.  大石駿介 ×
2R 0:51 KO（右ストレート）

### 本戦
第1試合 -70kg World Championship Tournament FINAL リザーブファイト K-1ルール 3分3R延長1R
○  日菜太 vs.  アンドレ・ジダ ×
3R終了 判定3-0（30-25、30-25、30-25）
※日菜太がリザーブ権獲得
第2試合 スーパーファイト 無差別級 DREAMルール 1R・10分 2R・5分
○  石井慧 vs.  柴田勝頼 ×
1R 3:30 アームロック
第3試合 -70kg World Championship Tournament FINAL 準々決勝 K-1ルール 3分3R延長1R
○  マイク・ザンビディス vs.  長島☆自演乙☆雄一郎 ×
3R 0:53 KO（2ノックダウン）
※ザンビディスがトーナメント準決勝進出
第4試合 -70kg World Championship Tournament FINAL 準々決勝 K-1ルール 3分3R延長1R
○  ジョルジオ・ペトロシアン vs.  アルバート・クラウス ×
3R終了 判定3-0（30-29、30-29、30-28）
※ペトロシアンがトーナメント準決勝進出
第5試合 -70kg World Championship Tournament FINAL 準々決勝 K-1ルール 3分3R延長1R
○  ドラゴ vs.  モハメド・カマル ×
3R終了 判定3-0（30-26、30-26、30-26）
※ドラゴがトーナメント準決勝進出
第6試合 -70kg World Championship Tournament FINAL 準々決勝 K-1ルール 3分3R延長1R
○  佐藤嘉洋 vs.  ミハウ・グロガフスキー ×
3R終了 判定3-0（30-29、30-28、30-29）
※佐藤がトーナメント準決勝進出
第7試合 スーパーファイト 63kg契約 K-1ルール 3分3R延長1R
○  久保優太 vs.  HIROYA ×
3R終了 判定3-0（30-27、30-28、30-27）
第8試合 -70kg World Championship Tournament FINAL 準決勝 K-1ルール 3分3R延長1R
○  ジョルジオ・ペトロシアン vs.  マイク・ザンビディス ×
3R終了 判定3-0（30-29、30-29、30-28）
※ペトロシアンがトーナメント決勝進出
第9試合 -70kg World Championship Tournament FINAL 準決勝 K-1ルール 3分3R延長1R
○  佐藤嘉洋 vs.  ドラゴ ×
3R終了 判定3-0（30-28、30-27、30-27）
※佐藤がトーナメント決勝進出
第10試合 スーパーファイト 70kg契約 K-1ルール 3分3R延長1R
○  山本優弥 vs.  池本誠知 ×
2R 2:22 KO（3ノックダウン：パンチ連打）
第11試合 -70kg World Championship Tournament FINAL 決勝 K-1ルール 3分3R延長1R
○  ジョルジオ・ペトロシアン vs.  佐藤嘉洋 ×
3R終了 判定3-0（30-28、30-27、30-28）
※ペトロシアンがトーナメント優勝

## 地上波放送

### 出演者
メインキャスター
- 佐藤隆太

ゲスト
- 関根勤
- 川畑要（CHEMISTRY）

ゲスト解説
- 魔裟斗

解説者
- 谷川貞治
- 高阪剛
- 須藤元気

ナレーター
- 田子千尋

実況・キャスター・リポーター
- 初田啓介（TBSアナウンサー）
- 小笠原亘（TBSアナウンサー）
- 藤森祥平（TBSアナウンサー）
- 青木裕子（TBSアナウンサー）
- 伊藤隆佑（TBSアナウンサー）
- 杉山真也（TBSアナウンサー）
- 枡田絵理奈（TBSアナウンサー）

### スタッフ
- 監修：渡邊健一、藤井誠
- 構成：吉村幹彦、河合秀仁、武田郁之輔、高宮進吉、井上修、牧田英士
- TM：伊藤賢一
- 両国国技館
  - TD／SW：八木真
  - CAM：鈴木千恵
  - VE：小室賢一
  - AUD：落合孝裕
  - ENG：山田充
- 本社
  - TD：衛藤憲明
  - VTR：加藤孝祐
  - VE：冲田祐貴
  - AUD：山崎和敏
  - 回線：穴澤毅
- CGデザイン：大隅商店
- 編集：七條健司、寺内太郎
- MA：津田のぞみ
- 選曲：ZACK
- TK：水田理佳子、岡田恵子、伊藤佳加、川崎忍、鈴木裕恵
- 技術協力：Pro Cam、東通、エヌ・エス・ティー、TAMCO、ティエルシー、TECHNONET、MT Planning、CIRCLE、SiS
- 美術：小美野淳一、岡嶋正浩、与田滋
- 協力：FEG
- 衣裳協力：imac、TADASHI SHOJI、MAISUO
- 編成：菅原興二、金沢景敬
- 宣伝：小山陽介
- AD：若月嘉智、金原永知、岡崎奨、菊池大輔、杉村惠太鷹、田村昌大、伊藤隆大
- AP：森田誠
- デスク：山内英津子
- 中継ディレクター：古山徹、山田修、及川悟郎、後藤健雄、高橋功二、大島一成、石井淳一、平元克二、市丸信也、白幡剛、鈴木恵介、池田智弘
- ディレクター：山本茂人、井上裕次、田中順士、飯島玄太郎、林隆輔、檜垣和孝、高嶋基
- 総合演出：井手雄一
- 統括：藤沢滋彰
- プロデューサー：石井宏昌
- 製作著作：TBS